# 공주 학림사 육조대사법보단경
공주 학림사 육조대사법보단경(公州 鶴林寺 六祖大師法寶壇經)은 대한민국 충청남도 공주시 반포면, 학림사에 있는 불교책이다. 2018년 8월 10일 242호 충청남도의 유형문화재 제242호로 지정되었다.

## 개요
『공주 학림사 육조대사법보단경』은 중국 선종의 6대조인 육조 혜능이 수도하는 과정과 수행에 대한 설법 내용을 담고 있는 어록집으로 1479년 백운산 병풍사에서 판각, 간행한 책이다.
본 『공주 학림사 육조대사법보단경』은 본문의 내용이 병풍사본(1479년)을 바탕으로 일부 결락장을 송천사본(1703년)으로 보완한 형태이지만, 조선시대 불교학, 불교사상사를 비롯해 조선전기 사찰 인쇄문화사를 살펴볼 수 있는 중요한 자료로 이에 대한 역사적 가치가 높다.